# 半熟忍法帳
『半熟忍法帳』（はんじゅくにんぽうちょう）は、月刊少年ギャグ王（エニックス刊）に1994年から1999年まで連載されていた、新山たかしによる忍術ギャグ漫画。単行本は全9巻。ギャグ王の創刊から休刊まで休まず連載し続けた唯一の作品である。
2020年5月7日よりマンガ図書館Zにて電子書籍として公開されている。

## 概要
「火車忍群」という忍者の集団の小隊の一つである「若葉組」に属する半人前の忍者4人を中心に、毎回修行や任務で騒動を繰り広げるコメディ。時代設定は戦国時代だが、時代考証を無視した描写に基づくギャグも散見された。スキー・クリスマス・バレンタイン・プロレス技など、当然戦国時代の日本には存在しないものも描かれている。お色気も特徴的であり、直接的な性描写こそなされていないものの、女性キャラがハプニングや男性キャラのセクハラによって半裸もしくは全裸になる描写も多数あった。各回のタイトルは、「火之巻」「水之巻」というように、漢字1文字に「～之巻」をつけるというスタイルであった（1度だけ漢字2文字の「異形之巻」という話もあった）。

雑誌休刊のため、連載を終了。9巻は3話目が雑誌版の最終回にあたる。残りの4話は連載の続きが描き下ろされており、連載時に描ききれなかったエピソード（月影の正体、各カップル達のその後、鉄面皮党との戦いなど）が補完された。外伝扱いの最終話（エピローグ）「完熟忍法帳」は前話ラストから3年後の設定で、若葉組の面々も（容姿は）大きく成長して描写された。

## 登場する人物及び組織

### 火車忍群若葉組
半人前忍者の4人（男女各2名）と小頭1人によって構成される忍者集団。半人前の4人は元々火車の里の者ではなく、10年前の戦乱で親を亡くしたところを拾われて育てられた。火車忍群自体は侍など特定の主を持たないいわゆるフリーランスで、様々な城の依頼に対して、忍者を派遣する人材派遣業をしている。
メンバーは好色なお調子者・雷太、お転婆な怪力少女くの一・深雪、常識人なしっかり者・疾風、真面目な一方で色事にも積極的な天然少女・かすみの4人（各メンバーの詳細は後述）。当初4人の年齢は満16歳という設定であったが、作者が「16歳にしては子供っぽい」と判断し、「数えで16歳（実年齢は14～15歳）」という設定に直された。
基本的には「雷太と深雪」、「疾風とかすみ」の掛け合いが多く、いずれも両想いの関係にある。しかし、「雷太と深雪」は両者がやや意地っ張りで素直になれないため（また雷太が事あるごとに女性キャラに目移りしたりセクハラをしたりして、深雪の制裁が下るため）、ケンカのシーンが圧倒的に多く、明確な恋愛描写は少ない。対照的に「疾風とかすみ」は自分たちの仲の良さを特に隠したり否定する様子も無く、周囲公認の仲と見られる。
小頭のスパルタ教育の賜物か実力はかなり高いが、4人（特に雷太）の大ボケや悪ふざけが顕著でそのイメージが先行されて描写される。バブル崩壊以降の不景気が原因で依頼の量が減っており、若手の若葉組にくる任務は賞金稼ぎや、アルバイトによる小金稼ぎなどが多い。
雷太（らいた）
若葉組その1。数え年で16歳。お調子者な性格。女好き・巨乳好き・下ネタ好きであり、常習的に女性キャラにセクハラを行い、その度に深雪から鉄拳などによる制裁を喰らう。そのせいかほぼ不死身と言える生命力を持っていて、ギャグ場面で致死的な暴行制裁を受けても数ページもしくは数コマ進行すると復活する。4人の中で一番毒に耐性がある。また4人の中では比較的学習能力に長けていて、一度小頭の忍術の手本や技術（亀甲縛り・早着替え術など）を見ただけで、その技術を短期間でマスターし応用までしてみせるなど、非凡な才能を発揮。しばしば深雪を「貧乳」「肥満」としてからかっているが、本心では深雪の事を大切に思っており、河へ落ちた時も助けるために躊躇いもせず飛び込んだり、銃で撃たれそうになると前に出てかばったりする。男装した風が深雪の自宅に泊まりたがったときには本気で怒り、自身が深雪にしばしばやられるような制裁を喰らわせた。
得意技は微塵隠れの術と上述した縄縛り。しかし、前者に関してはしばしば火薬の量を多くし過ぎたり隠密行動の時に無意味に爆発を起こしたりして事態を悪化させる。また、弥助に指摘されるとおり、本来の「自爆したように見せかけ敵の目を欺く」という用途では一切使われず、主に攻撃として用いられる。一方、最終巻では深雪に投げられ、敵前で爆発した（自身が爆弾になった）後に地面に隠れるテクニックを見せた。また、上述の通り、女性の服を脱がせたり早着替えさせたりするのも得意としている（無論、その後深雪から鉄拳制裁を喰らう）。
家の中は決して整理されているとはいえず、おかゆを作っただけで手を包帯だらけにしており、家事はあまり得意ではないらしい（それでも幼少期に料理分担を外されたのは深雪だけだったことを考えると、深雪よりは上手らしい）。それほど興味の無いことに関してはその器用さは発揮されない様子。武器は忍者刀。
登場人物の中で唯一、身長・体重に関する記述がなされ、本人曰く「五尺四寸・十三貫」で、これは大体「163.6cm 49kg」となる。単行本最終巻のエピローグでは、深雪の身長を大きく上回り、彫りの深い面立ちになった。
深雪（みゆき）
若葉組その2。勝ち気でややわがままな一面があるが、ストレートで裏表が無い性分であり、忍という生業の特性を無視し「真正面から攻めて堂々と奪う」のがポリシー。その反面、純情で一途、年頃の少女らしい繊細さも持ち合わせており、七夕やお雛様といったロマンチックな行事や美しい人形も好む。また、かすみほど明確な描写はないが意外と勘が鋭く、桔梗を沙霧と同一人物だと見抜いたのも彼女である。
しなやかな身体を持つ一方、貧乳であることを気にしており、そのことについてしばしば雷太にからかわれている。また、雷太には肥満呼ばわりされることもしばしばだが、描写の上ではかすみよりスレンダーである。一方で、雷太には好意を寄せ、雷太が落ち込んでいる時にはしっかり支える場面もある。炊事洗濯などは壊滅的に下手で、作り方のわからないチョコレートを作ろうとして大爆発を起こしてしまったこともある。生来から4人のなかで一番の力持ちであり、中身入りの酒樽20個抱えても、「かなり重い」程度で済んでしまう。大岩や崖なども、軽く殴るだけで砕いてしまう。戦闘でも主に力押しになる場面が多い。それほどの腕力をもっていながら、なぜか小刀を武器としている（もっとも小刀を使うのはだいたいザコとの戦闘時で、強敵と戦うときは素手であることが多い）。また、自身が無傷で過ごす為に雷太を盾に利用する強引かつ狡猾な一面も持つ。
作中で彼女の代名詞となっている鉄拳などによる暴行制裁は、雷太のみならず、かすみや紅影団のくの一にも下すことがある（但しその場合、同性ということもあってか、雷太程激しいものではなく、たんこぶ程度に留めるのが大半）。
身長は雷太とそれほど差がないことから、160cm前後と考えられる。単行本最終巻のエピローグでは、年齢相応のプロポーションに成長した。
疾風（はやて）
若葉組その3。4人の中で一番の常識人で折り目正しい性格。しかしそれが故に、他の3人をはじめとする個性的なキャラたちに埋没してしまいがちで、目立たないことが多く影が薄い。また、西と言われて北に向かうほどの方向音痴が欠点。
かすみとは相思相愛。描写は少ないが、雷太がかすみにセクハラをした（未遂を含む）際は深雪と一緒に（単独で行う場合もあり）制裁を下す。女性（特にかすみ）の裸体やお色気話に弱く、ハプニングによって全裸になったかすみを目の当たりにしたり、卑猥な想像をしたりする度に多量の鼻血を出す（連載初期は雷太も同様の傾向があった）。実力は4人の中では一番バランスが取れており、我慢大会に出場した際は1位が取れた種目こそなかったものの常に2位・3位に順位をつけて総合優勝し、優等生ぶりを見せた。
忍者としての実力・常識的な性格・大人びたクールな容姿にも関わらず、影が薄いせいか得な役回りになることはほぼ皆無である（本人も多少気にしている様子）。4人の中では最も長身で、雷太と比較すると170cm前後と考えられる。武器は忍者刀。単行本最終巻のエピローグでかすみと結婚した。
かすみ
若葉組その4。4人の中では比較的おっとりしていて、マイペースで天然。だが、怒らせる（キレる）と一番怖い。色事に関しては、序盤では恥じらいながらも興味をそそられているという程度の描写であったが、次第にその関心が強くなっていき、小頭の春画本をくすねていたり、それを読んで「勉強」していたり、大頭が家宝にしていた禁制の春画絵の写しをこっそりとっていたりと、雷太以上に注力するようになり、連載中期以降には性的に過激な言動が多くなり、その度に深雪や沙霧に鉄拳制裁を受けたり雷太や疾風を困惑させたりする。疾風とは相思相愛だが、疾風以外にも雷太・深雪との絡みが多く、4人の中で最もやりとりが豊富なキャラクターでもある。「はりきってお弁当作っちゃうからね」という台詞があり、バレンタインチョコレートを率先して作ろうとする行動もあり、料理が得意らしい。お互いを呼び捨てで呼び合う若葉組の面々の中で、彼女の深雪に対する呼び掛けのみ「深雪ちゃん」と呼び捨て以外を用いる。
忍術に関してはなかなかの実力を持っており、『変わり身の術』や不完全ながら『霧隠れの術』を作中で使って見せた。また勘が鋭く、気配を消していた沙霧の気配に唯一気付いたこともあり、最終話では小頭・沙霧の危機を胸騒ぎで感じている。
作中でハプニング的に全裸になることが特に多い。
連載中期から胸が豊満になり、作者によれば、5年後には背はあまり成長しないが、胸や尻は沙霧並に成長する設定とのこと。隼丸の飼い主でもある。武器は鞭と手裏剣（千本）。4人の中では最も小柄で、身長150cm前後と考えられる。
単行本最終巻のエピローグでは疾風との結婚式を挙げており、ウェディングドレス姿を披露した。
弥助（やすけ）
若葉組小頭。4人の教育係。若干スパルタ。名前で呼ばれることは非常に稀で、4人には「小頭様」と呼ばれている。忍者としての腕はかなりのもので作中ではほとんど負け無し。老け顔だが、数え年で25歳。厳つい容貌ゆえに女性には縁が無い。好みのタイプはおしとやかで家庭的でありながらナイスバディの女性（いわゆる「ケバい女」は嫌っている）で、そのタイプに完全に一致する桔梗に強い好意を寄せているが、「ケバい女」に該当する沙霧にも少し惹かれている。4人に示しをつけるためか極力ストイックにしているが、本質は色事・酒・金に目がなく、自宅の整理整頓もしないずぼらな生活を送っている。趣味は春画本集めで、春画本の女性の顔を桔梗の顔にすげ替えている。
最終巻において、弥助への想いに気付いた沙霧から（彼が理想の女性としていた）桔梗に変装した姿で求婚された際にようやく、自分のなかの沙霧への想いに気付き、その求婚を断る。その場で正体を明らかにした沙霧から全ての事実を知らされた後に結ばれた。単行本最終巻のエピローグでは2人の子の父親となり、沙霧が第三子を身ごもっている。

### その他火車忍群
月影（つきかげ）
若葉組の4人がピンチの時に陰ながら助けてくれる、謎の覆面忍者。顔の下半分は覆面で隠しているが、女性キャラによるとかなりの美男子らしい。4人が危機に陥るのは主に任務中の話だが、連載が進むにつれ任務よりも里での修行・非番（プライベート）時の話が増えていったため、必然的に出番が減少していった。4人は気付いていないが、実は10年前に孤児だった彼らを拾って火車の里に連れて行った本人で、それ以来4人を影から見守っている。火車の里に何箇所も隠れ家を持っている。メインキャラクターで物語の重要人物でありながら出番が少ないことを悩んでおり、連載後期ではその旨を嘆いている様子がしばしば描かれるようになる。
その正体は最終巻において、弥助と同一人物であった事が明かされる。10年前に若葉組の4人を拾った際、彼らを厳しく育てるために強面の変装をして別人になりすまし、立場上「小頭」として4人を助けられない時だけ仮の名「月影」として姿を現すようになった（弥助の方が本名）。つまり月影の時の男前の顔の方が素顔なのだが、地の性格は変装している時の色事・酒・金に目がないずぼらなものであり、本来の顔に戻るとついカッコつけてしまい戻るに戻れないとの事。また、長年顔を隠していたため赤面症になってしまった。単行本最終巻のエピローグでは、沙霧との間に生まれた子供に泣かれてしまうという理由で変装を解き（しかし口調は変装時と同じ）、本来の顔で生活している（しかし雷太たちは本来の顔と弥助のときの言動にまだ慣れていないらしい）。赤面症は何とか克服した。
なお、月影と弥助が同一人物である事は最初から設定されており、月影の知っている内容を弥助が知っていたり、単行本第4巻の陽之巻でみんなが日焼けしている中で弥助の顔だけが日焼けしていなかったり、早くから伏線はある（そもそも月影と弥助が同時に登場するコマが存在しない）。
隼丸（はやぶさまる）
元々は他の忍者集団に所属していた忍犬で、抜け忍。現在は火車の里に居候している。著しい肥満体で食欲・性欲共に旺盛。巨乳好きで、かすみに著しく懐き甘えるフリをしてセクハラを行うこともある。月影同様、出番が少ないのが悩み。雷太には「豚」とか「ハラブタ丸」等と呼ばれるが、その後、即座に仕返しで噛み付く（沙霧には「豚犬」と呼ばれて逆に突っ込みを食らったことがある）。疾風と深雪には「クソ犬」と呼ばれることも（こちらは噛み付かない）。
大頭（おおがしら）
弥助ら小頭をまとめる火車忍群のNo.2。初登場時に雷太たちからは「大頭（おおあたま）」と呼ばれたことがあり、結構抜けた所がある。麻雀が凄く弱く、負けず嫌いの為か自分が勝つまで続ける性格。上にいる首領の正体は大頭以外知らないのだが、実は隠居している彼の母親である。5年前に妻を亡くしていたが、連載後期で沙織と結ばれる。年齢及び本名は不明。
首領（しゅりょう）
火車忍群のNo.1であり、大頭以外その正体を知らない謎の存在。対外的には大頭を忍群のリーダーとして出し、自身は地下の隠し部屋に姿を隠している。実は隠居している大頭の母親である。肝心な時に情けない息子に憤慨して職を引退しきれないらしい。一方で、大頭と沙織の仲には好意的な姿勢を貫く。本人の話によると若いころは沙織によく似ていたとのこと。

### 紅影団
火車忍群のライバルにあたる忍者集団。火車忍群とは違って好景気。当初は若葉組の敵役であったが、沙霧をはじめとした構成員たちの出番が増えていくにつれ、任務の成り行きで協力するエピソードや、非番時での友好的な関係なども描かれるようになる。その後漫画の中盤で団員の多く（主に影の薄い男忍者達）が謀反を起こし、その際の事故（あくまで事故）で里を失ったので、弱体化し、火車忍群に身を寄せることとなり、正式に若葉組の仲間になった。最終的には火車忍群と正式に合併し「紅組」として再編成される。
沙霧（さぎり）
紅影団のくの一組の頭（小頭に相当）。数え年で21歳。巨乳の持ち主。日本人と思えぬ金髪の持ち主。火車の里を管轄に時折密偵活動を行う他、任務先でしばしば若葉組と鉢合わせになる。月影に一目惚れするが、なぜか弥助ともケンカをしながら惹かれ合う。ライバル組織のくの一ということで、当初は若葉組の敵役であったが、次第に仲間のポジションに変わっていった。作中初期では銃をよく乱射していた。基本的には姉御肌で明るくしっかりした性格であり、ドタバタな若葉組のツッコミ役でもある。一方で普段の生活態度は弥助に「晴耕雨読」ならぬ「晴遊雨眠」と推測される通りのもので、また、やわらかい布団やベッドでなければ眠れないという、忍者としてはいささか情けない一面も持つ。所属する紅影団のなかではそれなりのポジションで実力もあるが、組織のアブノーマルさにはついていけておらず、バイセクシャルである上司の沙織やレズビアンである部下たちに振り回されている。お色気キャラには似つかわしくないが、男性には奥手と見られ、連載開始時点でキスの経験さえも無く、単行本第1巻の異形之巻で麗花姫に力ずくなディープキスを受けたのがファーストキスであったという。単行本第7巻の目之巻で雷太の局部や無修正の春画本を見た際は、著しく恥ずかしがっていた。
女性としてはかなりの怪力の持ち主であり、格闘体術にも優れる。上述の麗花姫の一件を恨んで報復を試みた際は、素手の深雪ですら圧倒した。
料理上手できれい好きと家庭的な一面を持つ。また、なぜか南蛮の文字を解読できる（彼女の金髪や発育の良い体の理由も含め、作中では沙霧が南蛮人の出自と思しき描写が散見される）。極端に酒に弱く、一口飲んだだけで酔っ払い、笑い上戸、怒り上戸、泣き上戸、からみ酒となり最終的には服を脱ぎ始める。素面に戻った後も酔っていた最中の記憶は一切残らない。
紅影団では中堅の位置にあるが、忍者としての経験は雷太たちよりわずかに短い。紅影団に入る直前の11歳の頃に若葉組の面々と会った事があるが、直後に事故で記憶喪失に。そのため彼女はおろか若葉組の4人も（ついでに弥助も）その事は覚えていない。なお名前の由来は沙織の名前をもじったものからきている。また、記憶を失う前の一人称は「私」で、女言葉だったが、記憶を失って以降は沙織と同じく一人称は「あたし」、口調も基本的に男言葉になり、現在に至る。
楓（かえで）
紅影団のくの一の一人。襲撃を企てた雷太に捕らえられた挙げ句、セクハラを受けること2回、以降雷太を「運命の相手」として一方的に好意を寄せる。紅影団くの一組内では一番後から新しく組に入ったらしい。性格は紅影団メンバーの中では比較的まともな部類に属するが、上述の通り思いこみが激しい節がある。沙霧同様、レズビアンではない。新米のため忍者としての実力は低く、しばしば雷太に軽くあしらわれるが、普段は梁の上で寝ているという、忍者らしいところもある（後述する絹花らレズビアンの4人を避けるという意味合いもある）。
絹花（きぬか）・真魚（まな）・雅（みやび）・あけび
紅影団のくの一組。全員レズビアンな上に、肉体的ダメージを受けて喜ぶマゾヒストである。名前は単行本第5巻の襲之巻まで明らかとなっていなかった。実力の方は若葉組に比べて低く、4対1の状況下にもかかわらず深雪一人にあっさり倒されてしまう程。彼女たちもそれなりに美人でスタイルも良いが、4人とも沙霧のスタイルの良さに憧れている。また、沙霧が桔梗に変装している姿を見たときも、「すてきなお姉さま」と言って密着した。沙霧はこのような行為を不快におもっているが、沙織はバイセクシャルのため嫌がらず、一緒に寝る場合もある。雅はかすみに、絹花とあけびは深雪にそれぞれ惚れ込んでいる。
楓や彼女たち4人は1話限りのゲストキャラの予定だったが、準レギュラーに昇格した。
沙織（さおり）
紅影団三代目首領。十年ほど前に孤児だった沙霧を紅影団に引き取っている（沙霧の命名者でもある）。彼女もレズビアンと思いきや、弥助のような渋めの男も好きだったり、疾風にも手を出したり、老若男女すべてOKという節操無しのバイセクシャル。後に火車忍群の大頭と相思相愛になり結婚した。年齢は沙霧とは10歳ほど年上で31歳ぐらい。昔は沙霧と同じ服（沙霧が沙織に合わせていた）だったが、自ら衣装を変えた。なお弟子（沙霧、楓、絹花、真魚、雅、あけび）は酒に著しく弱いが、彼女の酒量は不明。弥助のことを「弥ーさん（やーさん）」と呼ぶ。
雷電（らいでん）
作中紅影団で唯一の顔出しである男忍者。火車の里から秘伝の巻物を盗む為忍び込むが、月影に倒されあっさり捕まる。隠し通路も碌に通れない程の肥満体であったが、後のエピソードで監禁されたままだった事が判明。食事も出してもらえずかなりダイエットした。

### 鉄面皮党
他の忍の里を侵略あるいは壊滅させ、ゆくゆくは国を裏から牛耳ろうとしている忍者組織。規模はかなりのものらしいが全国キャンペーンで各地に散らばっており、手薄。党首は未登場。
風（ふう）
鉄面皮党の忍の一人。女性だが初登場時は男性を装い風太郎を名乗っていた。弥助の手によって女性であることを暴かれた。若葉組とは体術の修行をしている際に遭遇し、深雪の人間離れした力と雷太の驚異的な打たれ強さに惚れ込み弟子入りを志願する。その正体は鉄面皮党が火車忍群の戦力を探る為送り込んだ刺客。風を操る力を持ち「風神」の通り名を持つ。正体がばれた際に若葉組を亡き者にしようとするが、深雪に説得され和解する。現在は抜け忍。
雷（いかずち）
鉄面皮党の忍の一人。男性。風とは姉弟であり、雷を操る。姉同様「雷神」の通り名を持ち、二人合わせて「風神雷神姉弟」と呼ばれている。クールに振る舞っているものの、姉である風がハプニング的に全裸になった際には著しく興奮し、鼻血を出すなど、多少シスコンの気がある。姉と同様抜け忍となり修行中。
蛇黒（だこく）
作中鉄面皮党員らをまとめる役を担っており、党内で小頭程の地位はあると思われる。一国の城の家臣に変装して火車忍群が謀反を起こそうとしている等のデマを流しその国を差し向けようとする等、非常に狡猾な男。外伝では沙霧を甚振りながら殺そうとする等やる事も残忍で、この作品では珍しい真っ当な悪人だが、深雪たちのボケに対して「子供にわからんネタはやめい！」とツッコんだり、紅影団の色仕掛けに頬を赤らめたりと、やはりこの漫画の登場人物らしい所もある。最後は弥助に頭蓋を鷲掴みされ、諸共崖から転落する。生死は不明。蒼摩ともども、連載中はおろか最終巻単行本化に至るまで名前が決まっておらず作者が後日決めた経緯がある。その為本編では「あいつらの名前ついに決まったの？（意訳）」というメタフィクションなネタにまでされている。
蒼摩（そうま）
蛇黒の側近的存在だが、鎌や挑発に引っかかりやすくどこか抜けている。基本的にポジションは解説役と相槌打ちで影は薄め。組織が手薄なことを敵前であっさりバラしたり、紅影団の男達と交渉し寝返らせるが土壇場で決裂されたり、外伝で火車の里を蛇黒と別行動で襲うが引率していた部下共々あっさり雷太達に倒される等、あまり個人としての能力は高くない様子。最期は火車の里で紅組を追い詰めてとどめを刺そうとした際に前述の通りそこに掛け付けた雷太に斬られて倒された。

### その他
桔梗（ききょう）
沙霧の変装した姿。「山歩きで偶然火車の里に迷い込んでしまった一般人の美女」という設定。かつて沙霧が火車の里に忍び込んで偵察したときの格好だったが、弥助に一目惚れされ、なぜか偵察以外でも桔梗の姿で時折訪れている様子。正体に気づいているのは若葉組の4人と沙織だけである。おしとやかな性格を演じているが、ちょっとした拍子に地が出ることがある。
琴姫（ことひめ）
唐松城の姫君。暗殺や誘拐などに逢うことから、火車忍郡に護衛の依頼が出された。まだ幼いが妙にませており、初登場の際に遊び相手に指名した雷太を「10年後に婿にする」と宣言したかと思いきや、疾風に人質から救出して貰うや否や疾風に鞍替えを宣言した。唐巣城の城主の許婚でもある。物忘れが欠点で唐巣城の若殿の顔を忘れるほどで、自分には月影のような色男がふさわしいと言いつつ、どんな顔だったのかも忘れている。また、父親は彼女とは違い能天気で個性的（蛙面）な顔をしている。
麗花姫（れいかひめ）
二股城の姫君。18歳。名前負けするぐらい肥満体の巨躯と不細工な顔。バイセクシャルと見られ、気に入った相手なら男や女も関係なくキスをする。通常雷太が他の女性に気に入られたり仲良くしたりすると怒りを見せる深雪も、彼女の場合は困惑の余り怒りを示さなかった。あり得ぬ怪力から生物学的に謎が多いと腰元は語っている。
あかり
あやかしの森に住む陰陽師。元々は破魔城の姫だったが、物の怪を引き寄せる力を生まれつき持っており、その力を制御する術を身につけるため、物心つく前に陰陽師に預けられた。年齢は12歳だが身体的成長はしておらず、そのことで妹弟子のみどりと口論することがある。物の怪を全部封印し終わった後、破魔城へと戻った。
みどり
あやかしの森に住む陰陽師。陰陽師鬼龍斎の孫娘であかりの妹弟子。10歳だが身体的成長をしており、胸は深雪と同程度である。沙霧を助けた恩人だが助けた理由は大きな胸をしているからというもので、彼女を「お姉さま」と呼ぶ。落書きをする癖があり、沙霧の顔や体に落書きしては制裁を食らう。落書きは自分の愛情表現であり、愛しいと思った人のみにするとのことだが、以前にもあかりの顔にもよく落書きをしていたらしい。これに関して本人はあかりの顔が平坦で書きやすかったから練習しただけと笑い飛ばしている（しかし、あかりに過去の落書きについて指摘された際、一瞬硬直しており、また笑い飛ばしつつも目をそらし汗をかいている）。祖父が未熟なあかりばかり可愛がられていたことに嫉妬して対立していたが、後に和解。物の怪を全部封印し終わった後、あかりとともに破魔城に引き取られる。
雪女の親子
ある雪山に温泉宿を経営している未亡人の女性。その正体は雪女。妖艶なる体躯と美貌を持っており、雪女のイメージに相応しいと思える。遭難した雷太を助けた人物で、雷太と裸で温めあう等、とても少年誌では表現し難い事をしていた。雪女なので、温泉にはもちろん入れず雷太が「一緒に入浴を」と要求した際は親子2人で殴りかかった。雪女が温泉宿を経営しているのは夫（人間）が残した温泉宿だからである。雷太達は結局最後まで正体に気付かなかった。
飛燕（ひえん）
ある日、かすみの家の前に捨てられていた赤子の少年。若葉組が出産に関した話題をしていた当日に置き去りにされていた。数日間火車の里にいたが、後に本当の母親（他の里のくの一）が迎えに来た。かすみが命名した「飛燕」という名を気に入り、子に正式にその名を付けた。乳児ながらして泣いているかすみを宥める所を見ると、知力は高いと思われる。
紅葉（もみじ）
雷太が道に迷った際、大きな紅葉の木の下で出会った少女。元々抜け忍の身であり追われていたところ、雷太と出会う。セクハラにも全く動じない物凄い淡白な性格。雷太は本当に彼女を木の精霊だと思っている。雷太と別れもう二度と会わないつもりだったが、忘れることができず隼丸と共に火車の里に隠れ住んでいる。その後は陰ながら雷太と深雪の仲を応援しながら若葉組に味方をしている。

## 発刊
| 巻 | 発売       | ISBN                |
| -- | ---------- | ------------------- |
| 1  | 1995年7月  | ISBN 978-4870256019 |
| 2  | 1995年10月 | ISBN 978-4870256095 |
| 3  | 1996年6月  | ISBN 978-4870256279 |
| 4  | 1997年1月  | ISBN 978-4870256385 |
| 5  | 1997年8月  | ISBN 978-4870256521 |
| 6  | 1998年3月  | ISBN 978-4870252622 |
| 7  | 1998年11月 | ISBN 978-4870254169 |
| 8  | 1999年3月  | ISBN 978-4870254916 |
| 9  | 1999年8月  | ISBN 978-4757500631 |